# NGC 5758
NGC 5758 este o liner situată în constelația Boarul. A fost descoperită în 6 iunie 1886 de către Lewis A. Swift. Se află la o distanță de 131,7 de megaparseci de Pământ.